# Sergio (patriarca di Mosca)
Sergio di Mosca, in slavo ecclesiastico Sergij (cirillico: Се́ргий), al secolo Ivan Nikolaevič Starogorodskij (in russo Иван Николаевич Страгородский?) (Arzamas, 11 gennaio 1867 – Mosca, 15 maggio 1944), è stato un religioso russo, dodicesimo patriarca di Mosca e Locum tenens della carica dal 1937 al 1943.

## Biografia

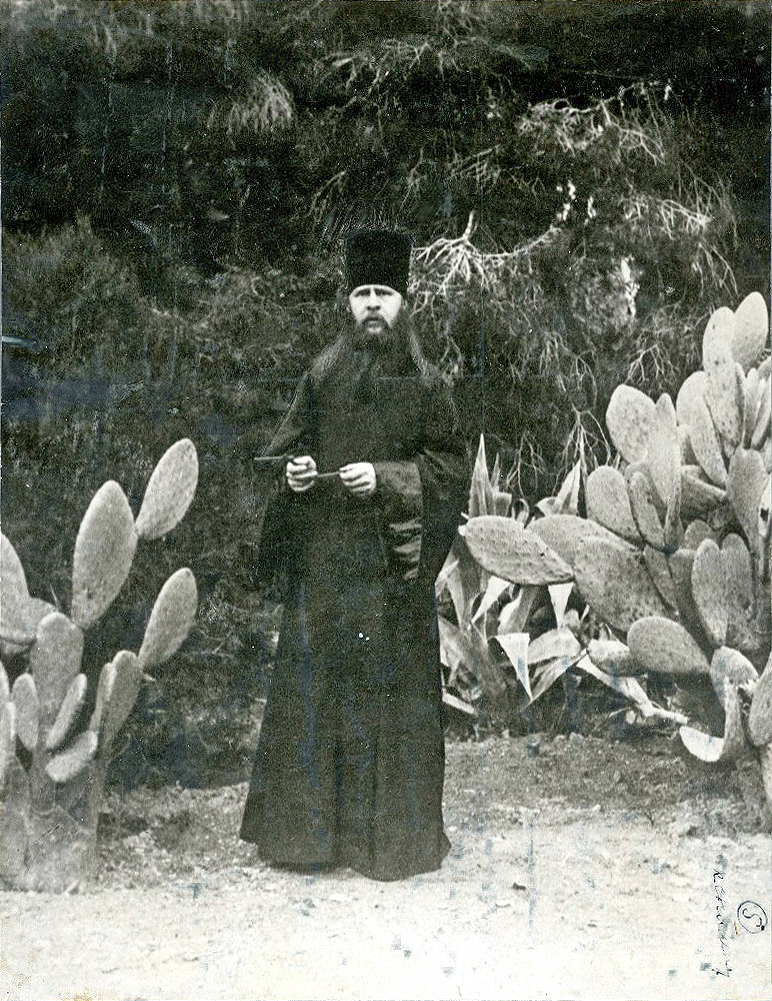
Sergio a circa 25 anni (1890 ca.)

Cresciuto nella città di Arzamas, come figlio di un religioso ricevette un'educazione prettamente ortodossa. Nel 1866, terminati gli studi al Seminario di Nižnij Novgorod, s'iscrisse all'Accademia Teologica di San Pietroburgo dove concluse gli studi con la tesi intitolata "L'insegnamento ortodosso sulle opere buone". Nel frattempo (1890) professò i voti monastici scegliendosi il nome di Sergio in memoria di San Sergio di Valaam. Nel 1894 fu nominato parroco della chiesa presso l'ambasciata russa ad Atene e ricevette il titolo di archimandrita. Nel 1897 fu inviato come missionario in Giappone però, stando alle parole del metropolita Eulogio Gheorghievskij, "non resistette al duro lavoro e si vide costretto a tornare in Russia". Il 25 febbraio 1901 fu ordinato vescovo e divenne vicario dell'Arcidiocesi di San Pietroburgo.
Negli anni 1901 - 1903 organizzò degli incontri tra rappresentanti della Chiesa e del mondo intellettuale per discutere sui problemi della libertà religiosa e dei rapporti tra Stato e Chiesa. Questa sua iniziativa incontrò tuttavia una netta ostilità da parte del Santo Sinodo e personalmente del suo Presidente Konstantin Pobedonoscev sicché gli incontri furono sospesi. Dopo la Rivoluzione di febbraio (1917) rimase l'unico membro del Santo Sinodo a conservare tale carica anche dopo il rinnovo del suo organico effettuato dal Governo Provvisorio.
Partecipò al Concilio Locale Panrusso (1917 - 1918) tenutosi a Mosca nel corso del quale sostenne il ripristino del Patriarcato e fu elevato alla carica di Metropolita. Negli anni venti aderì al cosiddetto "movimento rinnovatore" detto anche "Chiesa viva" dando un sostegno incondizionato al governo bolscevico e dissociandosi dalle autorità ecclesiastiche con a capo il Patriarca Tichon. Riconciliatosi con quest'ultimo nel 1923 e avendo fatto pubblica penitenza nella festa dell'Assunzione dell'anno seguente, rientrò in seno alla Chiesa e divenne Metropolita di Nižnij Novgorod.

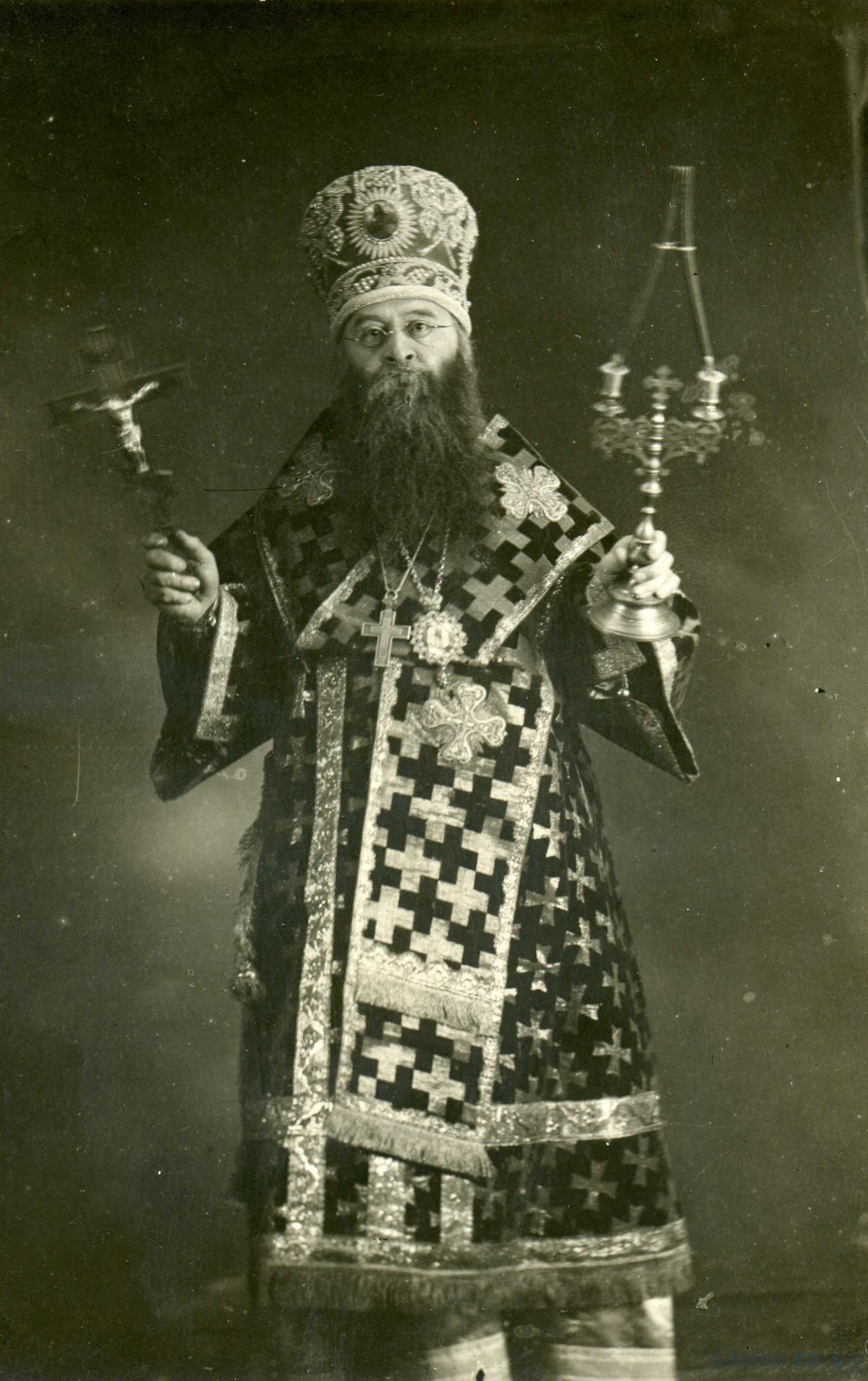
Sergio con i paramenti da vescovo (1910 circa)

Morto il Patriarca Tichon e arrestato il Metropolita Pëtr nominato dallo scomparso gerarca Luogotenente del Trono Patriarcale, Sergio divenne di fatto il capo della Chiesa Russa. Nel 1926 fu arrestato dalla polizia segreta bolscevica e fatto oggetto di forti pressioni politiche. Tornato in libertà nel 1927 si rivolse ai fedeli pubblicando in luglio una "Dichiarazione" dove riconobbe lo Stato Sovietico, il principio di separazione tra Stato e Chiesa e ammise i passati "errori politici" del clero ortodosso. A titolo di risposta all'invito di papa Pio XI a "pregare per la perseguitata Chiesa Russa" Sergio diede, nel febbraio di quello stesso anno, un'intervista al giornale Izvestija nella quale dichiarò che "in Unione Sovietica non ci sono state e non ci sono persecuzioni per motivi religiosi" mentre se alcune chiese vengono chiuse, ciò avviene "non per iniziativa delle autorità bensì su richiesta del popolo e a volte degli stessi credenti".
Questa intervista sollevò un'ondata di indignazione negli ambienti dell'emigrazione russa indebolendo il già scarso prestigio del Patriarcato di Mosca. In quel tempo Sergio ottenne che la Chiesa potesse pubblicare un proprio mensile, "La rivista del Patriarcato di Mosca", l'unico periodico ortodosso nell'Urss. Il 4 settembre 1943 fu ricevuto, assieme ai metropoliti Nicolae e Alessio, dal Presidente del Consiglio dei Commissari del Popolo, Stalin. Nell'incontro, cui presenziava anche Molotov, i religiosi furono invitati a esprimere le loro aspettative e richieste nei riguardi del funzionamento della Chiesa.
Il giorno dopo il giornale "Izvestija" informava che "durante l'incontro il Metropolita Sergio rese noto il desiderio dei circoli dirigenti della Chiesa ortodossa di convocare prossimamente un Concilio dei Vescovi allo scopo di eleggere il Patriarca di Mosca e di tutte le Russie e di istituire presso il Patriarca il Santo Sinodo. Il Capo del Governo, Stalin accolse positivamente queste proposte e dichiarò che da parte del Governo Sovietico non ci sarà a questo proposito alcun ostacolo". L'8 settembre 1943, nella ex sede dell'ambasciata germanica messa a disposizione della Chiesa Russa, si svolse il Concilio che elesse Sergio Patriarca di Mosca e di tutte le Russie, il primo dalla morte di San Tichon di Mosca nel 1925. Quattro giorni dopo egli fece un solenne ingresso nella Cattedrale dell'Epifania a Mosca. Poco dopo quell'evento pubblicò sulla "Rivista del Patriarcato di Mosca" l'articolo intitolato "Cristo ha un vicario della Chiesa?" il quale suscitò una vivace polemica tra i cattolici dell'Occidente. Il Patriarca Sergio morì il 15 maggio 1944 a seguito di un ictus e fu sepolto nella Cattedrale dell'Epifania di Mosca.